# 青藏大戟
青藏大戟（学名：Euphorbia altotibetica）为大戟科大戟属的植物，为中国的特有植物。分布于中国大陆的西藏、宁夏、甘肃、青海等地，生长于海拔2,800米至3,900米的地区，常生于草丛、山坡及湖边，目前尚未由人工引种栽培。

## 异名
- Euphorbia przewalskii Prokh.